# Tullia Zevi
Tullia Zevi, nata Calabi (Milano, 2 febbraio 1919 – Roma, 22 gennaio 2011), è stata una giornalista e scrittrice italiana.

## Biografia
Discendeva da una famiglia della borghesia ebraica, legata alla tradizione socialista liberale dei fratelli Rosselli e a Gaetano Salvemini. Suo padre era un affermato avvocato e antifascista dichiarato. Studiò filosofia all'Università di Milano e arpa nel Conservatorio cittadino. Quando in Italia furono promulgate le leggi razziali contro la comunità ebraica, Tullia Zevi era in vacanza in Svizzera con la famiglia. In seguito si trasferirono in Francia, dove Tullia Zevi continuò il suo percorso di studi alla Sorbona di Parigi. Quando anche in Francia si preannunciò l'inizio della seconda guerra mondiale, la famiglia emigrò negli Stati Uniti d'America. La Zevi continuò a studiare all'università e a suonare l'arpa a livello professionale in diverse orchestre. Fu in quel periodo che fece la conoscenza di Leonard Bernstein e Frank Sinatra.
A New York, dove frequentava i circoli antifascisti, Tullia Zevi iniziò la sua professione di giornalista. Dopo la fine della guerra tornò in Italia insieme al marito, l'architetto e critico d'arte Bruno Zevi. Nel dopoguerra fu anche inviata come corrispondente al processo di Norimberga. Per più di trent'anni – dal 1960 al 1993 – lavorò come corrispondente per il giornale israeliano Maariv, un'attività durante la quale scrisse anche sul processo di Eichmann a Gerusalemme. Inoltre collaborò con il settimanale londinese The Jewish Chronicle. Celebri le sue interviste al re del Marocco Hassan II, al presidente d'Egitto Nasser, al tunisino Habib Bourguiba, ma la più famosa è quella a re Hussein di Giordania del 1971.
Fu a casa di Tullia Zevi che nel 1962 si svolsero diversi incontri tra Pietro Nenni, Giuseppe Saragat e Arthur M. Schlesinger Jr., segretario particolare del presidente statunitense John Fitzgerald Kennedy e amico di vecchia data della Zevi, che fu convinto, grazie alla mediazione della padrona di casa, a intervenire affinché gli Stati Uniti d'America accettassero l'ingresso del Partito Socialista Italiano al governo (ne scaturì poco dopo il primo esecutivo di centro-sinistra). Dal 1978 fu vice presidente dell'UCEI, l'Unione delle comunità ebraiche italiane, del quale diventò presidente cinque anni dopo. Nel 1987 Tullia Zevi e Bettino Craxi firmarono l'intesa tra Repubblica italiana e Unione delle Comunità ebraiche italiane: un accordo che regola i rapporti tra Stato e UCEI.
Nel novembre del 1992 fu la candidata italiana per il premio "Donna europea dell'anno". Nello stesso anno, l'allora Presidente della Repubblica, Oscar Luigi Scalfaro, le assegnò il titolo di Cavaliere di Gran Croce, la seconda più alta onorificenza italiana. Nel 1994 le fu assegnato il Premio Nazionale Cultura della Pace, mentre nel 1998 fu eletta membro della Commissione per l'Interculturalismo del Ministero dell'Istruzione e membro della Commissione Italiana dell'UNESCO. Nel 2007, insieme alla nipote Nathania Zevi, scrisse il libro Ti racconto la mia storia. Dialogo tra nonna e nipote sull'ebraismo.
Morì a Roma il 22 gennaio 2011 pochi giorni prima del suo novantaduesimo compleanno presso l'Ospedale San Giovanni Calibita Fatebenefratelli dove era ricoverata; i funerali religiosi si sono celebrati il 24 gennaio davanti al Tempio Maggiore, al quale erano presenti i familiari, gente comune e alcuni volti della politica; dopo un breve corteo funebre per le vie del Ghetto, la salma è stata tumulata accanto al marito nel Cimitero del Verano.

## Opere
- Ti racconto la mia storia. Dialogo tra nonna e nipote sull'ebraismo, Milano: Rizzoli 2007, ISBN 9788817018456